# إسليح
الإسليح أو القاقُلَّى (باللاتينية: Cakile) جنس نباتي يتبع الفصيلة الصليبية ويضم ما بين عشرة أنواع وعشرين نوعا ينمو بعضها في الوطن العربي.

## من أنواعهالواطنةفي الوطن العربي
- الإسليح البحري (باللاتينية: Cakile maritimum) في بلاد الشام ومصر والمغرب العربي ومعطم مناطق أوروبا والقوقاز
- الإسليح العربي (باللاتينية: Cakile arabica) في بلاد الشام والجزيرة العربية[7]